# Gare de Russ – Hersbach
Gare de Russ –  Hersbach – przystanek kolejowy położony na granicy miejscowości Russ i Hersbach, w departamencie Dolny Ren, w regionie Grand Est, we Francji. Jest zarządzany przez SNCF.

## Położenie
Znajduje się na linii Strasburg – Saint-Dié, na km 38,950, między stacjami Wisches i Schirmeck –  La Broque, na wysokości 283 m n.p.m.

## Historia
Stację otwarto 15 października 1877 przez Direction générale impériale des chemins de fer d’Alsace-Lorraine, kiedy otwarto odcinek linii z Mutzig do Rothau.

## Linie kolejowe
- Strasburg – Saint-Dié